# برايان بيلوز
برايان بيلوز هو لاعب هوكي جليد كندي، ولد في 1 سبتمبر 1964 في سانت كاثرينز في كندا.

## وصلات خارجية
- برايان بيلوز على موقع دوري الهوكي الوطني (الإنجليزية)
- برايان بيلوز على موقع قاعة مشاهير الهوكي (لاعب أن.إتش.أل) (الإنجليزية)
- برايان بيلوز على موقع EliteProspects.com (الإنجليزية)
- برايان بيلوز على موقع Eurohockey.com (الإنجليزية)
- برايان بيلوز على موقع HockeyDB.com (الإنجليزية)
- برايان بيلوز على موقع Hockey-Reference.com (الإنجليزية)